# Bawolik czerwonodzioby
Bawolik czerwonodzioby (Bubalornis niger) – gatunek małego ptaka z rodziny wikłaczowatych (Ploceidae). Występuje w subsaharyjskiej Afryce, w trzech podgatunkach. Nie jest zagrożony wyginięciem.
Długość ciała tych wikłaczy wynosi blisko 22–25 cm. U samca upierzenie jest w większości czarne z niewielką domieszką bieli na skrzydłach. Samicę cechuje brązowoczarny grzbiet, łupkowoszary spód ciała oraz białawe plamy na gardle, piersi i po bokach ciała. Bawoliki czerwonodziobe zamieszkują sawanny subsaharyjskiej Afryki – ich zasięg jest poszatkowany ze względu na występowanie wysokich drzew, które są im niezbędne do budowy gniazda.
Bawoliki czerwonodziobe żywią się bezkręgowcami, takimi jak prostoskrzydłe, gąsienice, chrząszcze, błonkoskrzydłe, muchówki, pająki i skorpiony. Budują duże, wspólne gniazda, w których może znajdować się do 13 komór lęgowych. Może wystąpić poligynia lub poligynandria. Bawoliki czerwone to jedyne jak dotąd ptaki, o których wiadomo, że mogą uzyskać stan podobny do orgazmu; zapewnia go samcom fallokształtny narząd z tkanki łącznej ulokowany przed kloaką. W zniesieniu znajdują się 2–4 jaja, które samica wysiaduje sama przez 11–14 dni (dane z niewoli).

## Taksonomia
Po raz pierwszy gatunek został opisany przez Andrew Smitha. Opis ukazał się w 1836 w Report of the Expedition for Exploring Central Africa from the Cape of Good Hope; była to również pierwsza wzmianka w literaturze o rodzaju Bubalornis. Autor nadał nowemu gatunkowi nazwę Bubalornis niger, podtrzymywaną obecnie (2021) przez Międzynarodowy Komitet Ornitologiczny (IOC). Holotyp pochodził z Południowej Afryki, z lokalizacji określonej jako Kurrichane. Chodziło o Kaditshwene (w transkrypcji Kurrichane), stanowisko archeologiczne z epoki żelaza, położone około 25 km na północny wschód od dzisiejszego miasta Zeerust. Transkrypcja nazwy zachowała się w angielskich nazwach dwóch gatunków ptaków – przepiórnika (Turnix sylvatica) oraz drozda szaropierśnego (Turdus libonyana). Smith zamieścił krótką notkę dotyczącą wyglądu ptaka oraz jego zwyczaju przebywania w bliskości bawołów. Nawiązuje do tego nazwa rodzajowa, Bubalornis – βουβαλος, boubalos, oznacza w grece „bawół”, zaś ορνις, ornis – „ptak”. Epitet gatunkowy niger oznacza po łacinie „czarny”.
Gatunek bywał również opisywany pod nazwami Textor niger, Bubalornis erythrorhynchus, Textor erythrorhynchus. IOC akceptuje 2 podgatunki – nominatywny i B. n. intermedius (bawolik sawannowy). Opisano również B. n. militaris (Clancey, 1977); różnicę, według autora, miało stanowić upierzenie samicy – brunatne. Prawdopodobnie ptaki te przynależą do podgatunku nominatywnego, nie zostały uznane za osobny podgatunek przez IOC. Pierwotnie podgatunek B. n. intermedius opisano jako osobny gatunek, Textor intermedius. Bawolik czerwonodzioby tworzy nadgatunek z bawolikiem białodziobym (B. albirostris), niegdyś uznawano je za jeden gatunek lub przypisywano podgatunek B. n. intermedius do B. albirostris.

## Morfologia i anatomia

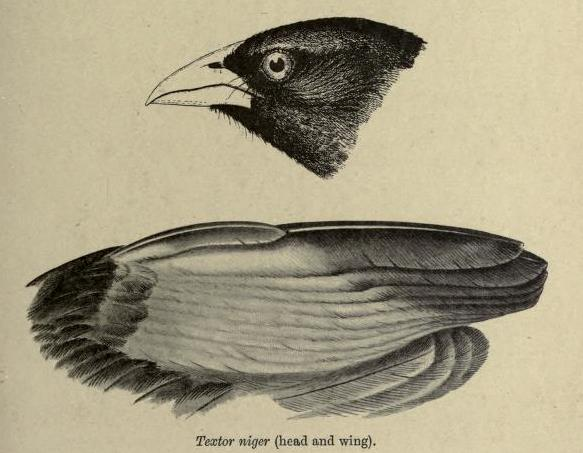
Szczegóły głowy i skrzydła, 1900

Długość ciała wynosi 22–25 cm, masa ciała samców – 65–98 g, samic – 59–90 g. Samce podgatunku nominatywnego są prawie całkowicie czarne, z białymi nasadami piór. Wewnętrzne chorągiewki lotek wyróżnia barwa biała, podobnie jak i krawędzie zewnętrznych chorągiewek lotek I rzędu (z wyjątkiem końcówki pióra). Sterówki czarne. Dziób czerwony z szarawą końcówką. Samicę odróżniają matowe, brązowoczarne pióra na wierzchu ciała. Jej spód ciała jest łupkowoszary, a gardło, pierś i boki pokrywają niejednorodne, białawe plamy. Dziób jest bardziej matowy i różowy niż u samca; opisywany również jako czerwony lub czarniawy – przypuszczalnie w okresie poza lęgami. Tęczówka brązowa, nogi w kolorze łososiowym, opisywane również jasnopomarańczowe lub jasnobrązowe. U samców reprezentujących podgatunek B. n. intermedius biel na skrzydłach jest ograniczona do ilości szczątkowych i obejmuje jedynie nasady lotek, podobnie u samicy. Ponadto przedstawiciele tego podgatunku wyróżniają się mniejszymi rozmiarami. Osobniki młodociane są podobne upierzeniem wierzchu ciała do samic, zaś od spodu mają przemieszane szare i białe pióra.

### Wymiary szczegółowe
Wymiary szczegółowe dla samców (według autora nie mógł on zdobyć wystarczającej liczby okazów samic z podobnych terytoriów, co samców, celem porównania), w mm:
| Podgatunek                                        | n                    | Długość skrzydła | Długość ogona |
| ------------------------------------------------- | -------------------- | ---------------- | ------------- |
| B. n. niger (wraz z nieuznawanym B. n. militaris) | 51 (dla d. ogona 50) | 116,5–128        | 95–109,5      |
| B. n. intermedius                                 | 5                    | 121–130          | 92,5–100,5    |

Według Reichenowa dziób ma długość 22–25 mm, zaś skok 30 mm.

### Pseudopenis
U bawolika czerwonodziobego (jak i drugiego przedstawiciela Bubalornis) przed kloaką znajduje się fallokształtny narząd. Zbudowany jest z tkanki łącznej, nie ma zdolności erekcji i nie przypomina innych ptasich pseudopenisów (np. kaczych). Zwrócił na niego uwagę już René Primevère Lesson w 1831, jeszcze przed naukowym opisaniem gatunku przez Smitha – od lat 30. XIX wieku funkcja tegoż narządu była obiektem zainteresowania ornitologów. Pseudopenis występuje u ptaków obu płci, przy czym u samców liczy przeciętnie 15,7±0,29 mm długości, zaś u samic 6,1±0,19 mm. Jego rola podczas spółkowania nie jest do końca poznana, ponieważ większość kopulacji odbywa się daleko od gniazda, a obserwowanie położenia owego narządu podczas kopulacji jest trudne, nawet po usunięciu otaczających go piór; wiadomo, że jego ręczna stymulacja przez człowieka prowadzi do stanu przypominającego orgazm.

## Zasięg występowania
Zasięg różni się w zależności od podgatunku, obydwa obszary występowania nie nachodzą na siebie. Przedstawiciele podgatunku nominatywnego zamieszkują zachodnią i południowo-zachodnią Angolę (z izolowaną populacją na wybrzeżu), południowo-zachodnią i wschodnią Zambię, północną połowę Namibii (głównie na północ od równoleżnika 24°N), Botswanę, południowo-zachodnie Zimbabwe oraz południowo-zachodni Mozambik na południe po północne prowincje Południowej Afryki i północne Suazi. Ptaki podgatunku B. n. intermedius zamieszkują obszary południowej Etiopii, skrajnie południowo-wschodni Sudan Południowy, północno-wschodnią Ugandę (Karamoja), zachodnią i południową Somalię i Kenię po centralną Tanzanię. W krajach Rogu Afryki bawoliki czerwonodziobe występują od wysokości bliskiej 0 m n.p.m. po około 2000 m n.p.m., w Kenii głównie poniżej 1500 m n.p.m. i na wschód od Wielkich Rowów Afrykańskich. W Południowej Afryce zamieszkuje północną prowincję KwaZulu-Natal, dolinę rzeki Limpopo i obszary dalej po dawny centralny Transwal, poza większą częścią Wysokiego Weldu, oraz po dawny północny Kraj Przylądkowy.

## Ekologia i zachowanie

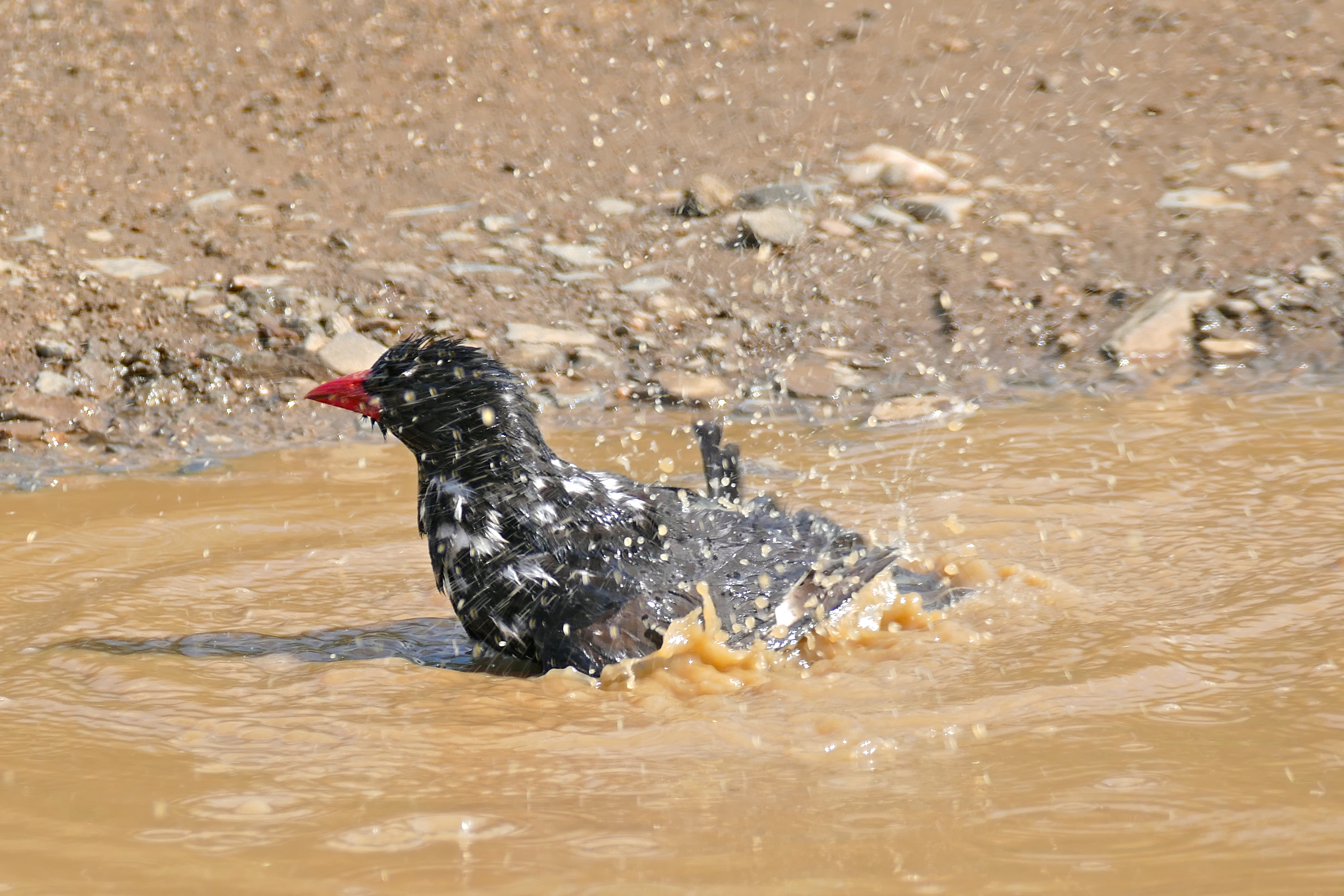
Bawolik czerwonodzioby zażywający kąpieli

Środowiskiem życia bawolików czerwonodziobych są suchsze sawanny; preferują te z domieszką Colophospermum mopane, również mieszane akacja–baobab. Nieregularność ich rozmieszczenia częściowo wyjaśnia obecność dużych drzew koniecznych do rozrodu.
Bardzo głośne ptaki, zarówno w locie, jak i podczas żerowania, odzywają się podobnymi do falsetu wibrującymi głosami. Niemożliwe do pomylenia z ptakami innych gatunków przy obserwacji. Zwykle przebywają w małych stadach; podczas żerowania na ziemi ich grupa przypomina szpaki. Pożywienia bawoliki czerwonodziobe szukają, prócz powierzchni gruntu, na niskich roślinach. Choć Smith i Livingstone wspominali o żerowaniu wśród bawołów, za którymi podążały te ptaki ze względu na liczne ich pasożyty, nie jest to dominująca forma żerowania. Przedstawiciele B. niger zjadają zarówno stawonogi (prostoskrzydłe, gąsienice, chrząszcze (w tym ryjkowcowate), błonkoskrzydłe, muchówki, pająki i skorpiony), jak i nasiona i owoce.

### Lęgi
We wschodniej części Afryki okres lęgowy trwa od marca do czerwca, w południowej Afryce od września do kwietnia. Doniesienia o rozrodzie pochodzą również z innych miesięcy, możliwe, że ptak wyprowadza dwa lęgi. Ze względu na używanie gniazd cały rok trudno wyznaczyć dokładnie okres lęgowy. Według autorów Birds of the southern third of Africa w południowym Zimbabwe okres lęgowy trwa od lutego do marca, w dawnym Transwalu od listopada do lutego, a w Namibii (wtedy pod nazwą Afryka Południowo-Zachodnia) od października do marca. 

### Gniazdo

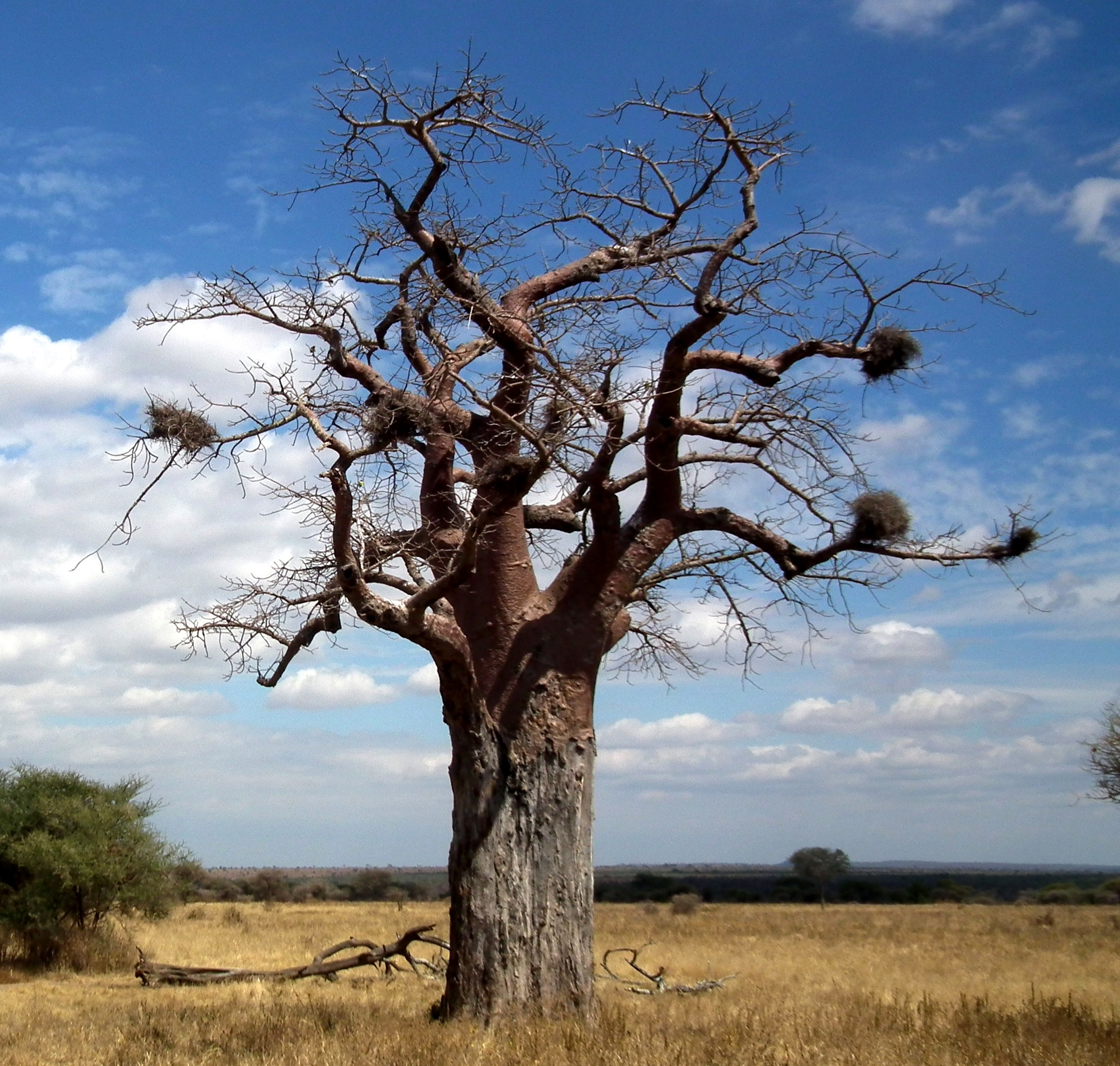
Gniazda bawolików czerwonodziobych na baobabie

Bawoliki czerwonodziobe budują duże gniazda, w których gniazdują kolonijnie. Samo zbiorowe gniazdo zbudowane jest z ciernistych gałązek o długości 15–75 cm, wewnątrz znajdują się osobne „przedziały”, skupiające kilka komór lęgowych; w jednym gnieździe może znajdować się do 13 komór. W każdej znajduje się gniazdo – kulista struktura z trawy, liści i korzeni. Za budowę gniazd odpowiadają samce, ale komory lęgowe wyściełane są wspólnie przez samce i samice. Zdarza się, że stare gniazda bawolików czerwonodziobych są wykorzystywane przez błyszczaki rudobrzuche (Lamprotornis superbus). Na jednym drzewie może gniazdować kilka kolonii; niekiedy pojedyncze gniazdo wypełnia koronę drzewa tak, że zaczyna ono przypominać parasol. Swoje konstrukcje bawoliki umieszczają od 3 do 12 m nad ziemią, np. na baobabie, Combretum imberbe, maruli (Sclerocarya birrea) lub Colophospermum mopane; w Zambii stwierdzono gniazdo wybudowane u podstawy dławigada afrykańskiego (Mycteria ibis)). Oprócz drzewa miejscem na gniazdo może stać się również wieża kratownicowa pompy wodnej lub słup wysokiego napięcia. Ptaki używają gniazd również do odpoczynku.

### Spółkowanie
Bawoliki czerwonodziobe są w stanie doświadczyć stanu podobnego do orgazmu, co jest unikatowe wśród ptaków. Przeważnie przed nastąpieniem ejakulacji samiec podejmuje niekiedy kilka prób kopulacji (1–14), trwających średnio 8,1±1,84 s (1–16). Badacze obserwujący te ptaki w niewoli, prócz 57 kopulacji z żywymi samicami zaobserwowali również 118 wymuszonych kopulacji (69 z samicami i 49 z innymi samcami) oraz 34 kopulacje z modelem samicy, wykonanym przez badaczy celem lepszego zbadania przebiegu spółkowania. Podczas eksperymentu z ręczną stymulacją fallokształtnego narządu pocierano go (ptak trzymany był w dłoni) przez około 25 minut, co odpowiadało średniemu czasowi prób kopulacji u tych ptaków. Po tym czasie narząd ściśnięto u nasady i na końcu. U 6 z 8 samców wystąpiło rozłożenie skrzydeł i zaciśnięcie stóp. Choć udało się uzyskać oznaki orgazmu, nie doprowadziło to ptaków do ejakulacji. Obserwowano również podobny stan u 3 ptaków kopulujących w niewoli z samicami – u samców zwalniały uderzenia skrzydeł, ciało ptaka trzęsło się, mocniej zaciskał palce i prawdopodobnie doświadczał również spazmów.

### Jaja i młode
W zniesieniu od 2 do 4 jaj. Skorupka ma barwę białozielonawą, pokrytą popielatymi i brązowymi wzorkami. Przeciętne wymiary jaja to 29 na 20 mm, jednak cechuje je zmienność; przykładowo według Arthura C. Starka wynoszą one blisko 28,5 na 23 mm. U bawolików czerwonodziobych występuje nietypowy system rozrodu, łączący poligynię (jeden samiec i kilka samic) z kooperatywną poligynandrią – zwykle dwa niespokrewnione samce z kilkoma samicami, dzielące się między sobą ojcostwem. Jeden samiec może kontrolować od 1 do 8 komór gniazdowych i do 3 samic. Zwykle w takiej kolonii jest jeden dominujący samiec, który kontroluje większość samic i komór, podczas gdy pozostałe samce mogą być w parze z jedną samicą i mieć tylko kilka komór. Samica wysiaduje jaja sama, w niewoli stwierdzono okres inkubacji 11–14 dni. Młode, w przeciwieństwie do dorosłych, otrzymują tylko owady. Są karmione przez samicę, bardzo rzadko przez samca. Osobniki młodociane opuszczają gniazdo po 20–23 dniach.

## Relacje międzygatunkowe

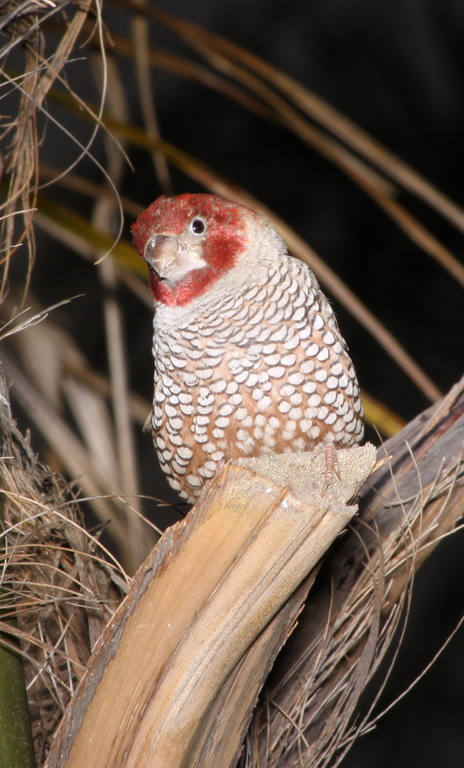
Niekiedy komory gniazdowe bawolików czerwonodziobych są wykorzystywane przez amadyny czerwonogłowe (Amadina erythrocephala)

Zasięg bawolików czerwonodziobych częściowo pokrywa się z zasięgiem dziergacza białobrewego (Plocepasser mahali), który prawdopodobnie jest jego głównym konkurentem. Żerujące ptaki z gatunku B. niger są regularnie obserwowane w stadach z przedstawicielami szpakowatych; odnotowano 4 gatunki – błyszczaki: krępego (Lamprotornis australis), lśniącego (L. nitens) i stalowego (L. chalybaeus) oraz szpaka ozdobnego (Creatophora cinerea). W porze suchej do bawolików czerwonodziobych dołączają czasem dziwogony żałobne (Dicrurus adsimilis) – zwykle zjadają owady wypłoszone przez te wikłacze, ale zdarzają się przypadki kleptopasożytnictwa. Obserwowano również reprezentantów B. niger żerujących razem z innymi wikłaczami, sawannikami (Histurgops ruficauda). Na gniazdach bawolików czerwonodziobych okazjonalnie zakładają swe gniazda sępy afrykańskie (Gyps africanus), kuglarze (Terathopius ecaudatus) i orły sawannowe (Aquila rapax) – jest to obustronna korzyść, bawoliki zyskują ochronę przed drapieżnikami, a szponiaste lepsze maskowanie swojego gniazda. W Zimbabwe w komorach bawolików lęgną się wróble blade (Passer diffusus); poza tym komory te są wykorzystywane przez sokoliki czerwonookie (Polihierax semitorquatus), błyszczaki rudobrzuche, amadyny czerwonogłowe (Amadina erythrocephala) oraz motyliki błękitnogłowe (Uraeginthus cyanocephalus). Opisano przypadek protokooperacji zachodzącej między stadem bawolików a dzierzbą sawannową (Lanius cabanisi); ptaki obserwowano w Tsavo w Kenii. Dzierzba podążała za stadem bawolików i zjadała wypłoszone przez te wikłacze owady, za to bawoliki czerpały korzyść z ostrzegawczych głosów tego ptaka. Dwukrotnie pojawił się drapieżnik, za pierwszym razem stado odleciało, a następnie wróciło do dzierzby; za drugim przeczekało nadejście drapieżnika zastygłe na ziemi. Zważywszy na fakt, że wikłacze odpowiadały na głosy dzierzb, prawdopodobnie taka kooperacja ma miejsce częściej. Z bawolika czerwonodziobego wykazano również pasożyta – apikompleks z gatunku Haemoproteus bubalornis, opisany po raz pierwszy w 1991 z Bubalornis albirostris.

## W kulturze człowieka
W 1917 Ernst Hartert opisał na łamach Bulletin of the British Ornithologists' Club przekonanie rdzennych mieszkańców Transwalu, jakoby samce miały swoimi fallokształtnymi narządami przenosić gałęzie do budowy gniazd i trzymać się nimi gniazd. Według Tima Birkheada pewien zapytany o funkcję tegoż narządu czarnoskóry rolnik z Namibii wskazał właśnie przenoszenie kolczastych akacjowych patyków, co może wskazywać na przetrwanie tej informacji wśród miejscowych. Ponadto autor wspomina, że bawoliki czerwonodziobe nie są lubiane przez namibijskich rolników ze względu na ich zwyczaj budowania gniazd na wiatrakach od pomp wodnych, co zakłóca ich pracę (Birkhead zajmował się projektem badawczym nad tymi wikłaczami właśnie w Namibii).

## Status i zagrożenia
IUCN uznaje bawolika czerwonodziobego za gatunek najmniejszej troski (LC, Least Concern) nieprzerwanie od 1988 (stan w 2020). BirdLife International szacuje zasięg występowania na 2,71 mln km², a trend populacji uważa za stabilny ze względu na brak potencjalnych zagrożeń. Możliwe, że gatunek odniósł nawet korzyść w związku z niszczeniem sawanny. Niekiedy, gdy ludzie opuszczają dany teren, bawoliki czerwonodziobe również odchodzą. W 1994 populację w Suazi oszacowano na 80 ptaków.